# Ниланкарай
Ниланкарай - городское поселение без официально утвержденных границ, а также местность в южной части города Ченнаи. Он расположен в районе Ченнаи в индийском штате Тамилнад примерно в 7 км к югу от Адьяр Ченнаи.
Название Ниланкарай (Neelam + Karai) обозначает "синий берег"; прошлым названием города было Тирунилакандапурам в честь храма Тирунилакандешварар. Ниланкарай граничит с Палаваккамом на севере, Веттуванкени на юге и Бенгальским заливом на востоке. За прошедшие годы Ниланкарай значительно развился и по разным причинам обрел значительную популярность.
По данным переписи 2001 г, население Ниланкарая составляло 15,688 человек. Мужчины составляют 52% населения, женщины - 48%. В Ниланкарае средний уровень грамотности населения - 70%, выше чем в среднем по стране (59.5%): грамотных мужчин - 77%, женщин - 63%. В Ниланкарае 11% населения в возрасте младше 6 лет.
Ниланкарай состоит из районов: Уоркерс Эстейт, Раджандра Нагар, Сингаравелан Салаи, Пандиян Нагар, Кабалишварар Нагар, Маракаяр Нагар, Каусарина Драйв, Перия Ниланкарай Куппам, Чинна Ниланкарай Куппам, Санрайз Авеню, Вайтиялингам Салаи, CLRI Нагар и т.п. Ниланкарай подпадает под парламентскую Конституцию Южного Ченнаи и законодательную Конституцию Шолинганаллур (MLA).

## Школы
GT Aloha Vidhya Mandir